# South Fork, Pennsylvania
South Fork là một thị trấn thuộc quận Cambria, tiểu bang Pennsylvania, Hoa Kỳ. Năm 2010, dân số của thị trấn này là 928 người.